# 스페인 왕립 축구 연맹
스페인 왕립 축구 연맹(Real Federación Española de Fútbol, RFEF)은 스페인의 축구 협회이다. 1909년 스페인 축구 클럽 연맹(Federación Española de Clubs de Football)로 창립되고, 1913년에 현재의 축구 협회가 설립되었다. 본부는 마드리드주 마드리드의 라스로사스데마드리드(Las Rozas de Madrid) 구에 위치한 라 시우다드 델 풋볼(La Ciudad del Futbol)에 위치한다.
이 기관은 스페인의 국내 리그 (라리가, 세군다 디비시온, 세군다 디비시온 B)를 관리한다. 또한 테르세라 디비시온도 이 연맹에 의해 관리되고 있다.
이 단체는 스페인 축구 국가대표팀(남성팀, 여성팀, 청소년팀)을 관리하는데 책임을 진다. 스페인 풋살 국가대표팀도 이 연맹의 산하에 있다.

## 주관 대회
RFEF는 몇 개의 대회를 주관하고 있다
- 국내 컵:
  - 코파 델 레이
  - 수페르코파 데 에스파냐
  - 코파 RFEF
- 여자 대회:
  - 리가 F
  - 프리메라 페데라시온 페메니나
  - 코파 데 라 레이나
- 유소년 대회:
  - 코파 데 캄페오네스 후베닐
  - 코파 델 레이 후베닐
  - 디비시온 데 오너 후베닐
  - 리가 나시오날 후베닐